# Naomi Kawase
Naomi Kawase (japansk: 河瀨直美, født 30. maj 1969) er en japansk filminstruktør.

## Filmografi
- Månen over kirsebærtræerne (2015)